# 身分証明書

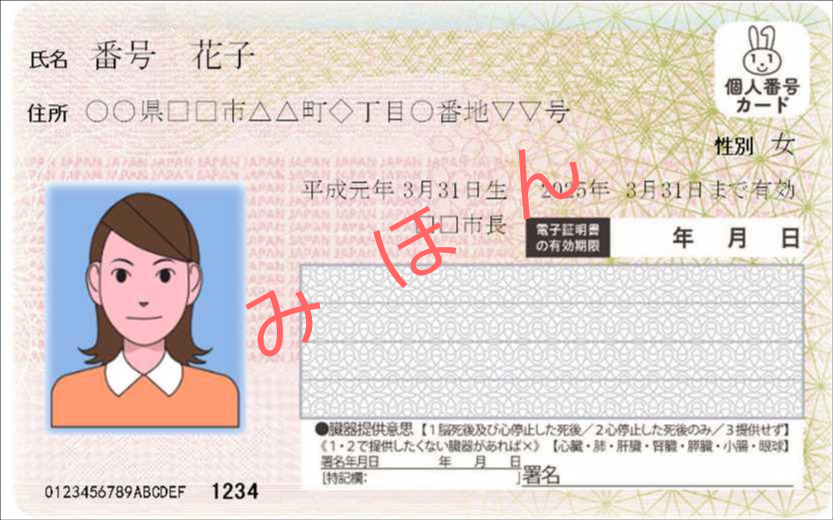
日本のマイナンバーカードは身分証明書として使われる。

身分証明書（みぶんしょうめいしょ）とは、社会生活において、人の本人性や法的資格を示すために用いられる文書のことをさす。官公庁や学校・会社・団体などの公的機関が発行する証明書などが利用される。身分証（みぶんしょう）とも。なお、「身分証明証」は誤り。ID（英語: identity documentの略語から）とも呼ばれる。ICチップ読み取りでの本人確認が出来るICカード化されていると、「券面確認」よりもセキュリティが強化される。

## 概要
身分証明（本人確認）を求められる場合、一般には運転免許証やパスポート（旅券）・健康保険被保険者証・住民基本台帳カード（住基カード）・個人番号カード（マイナンバーカード）など公的機関が発行する証明書で、氏名・住所・生年月日・性別・顔写真など、個人を特定する情報を記載・貼付したものであれば、身分証明書として通用する。顔写真と本人の顔が一致していることをチェックして「本人である」と判断する。このため、マスクや帽子を着用しているときは外すよう指示される場合がある。
2000年代以降、「身分」という言葉について、身分制度と関連づけたり、社会的な序列を示す言葉と捉えたりして不快感を示す者もいるため、特に顧客等に対しては「本人確認書類」という表現に置き換えたり、「お名前とご住所の分かる公的なもの」などの婉曲表現を用いる事が多い。
住基カードについては、写真が添付されている物が公的な証明書と同等に扱われるが、金融機関の預金口座作成や携帯電話の新規申し込み（契約）については、住基カードの不正悪用防止のため、それ単体だけでは申し込みを受けられない場合がある（住民基本台帳カード#統一的な身分証明書としての実用性参照）。
企業・事業所が社員や出入り業者に対して発行するものには、キャッシュカードやクレジットカード同様、保有者情報記録用に磁気ストライプが張られ（2006年にはICカード方式が現れ始めた）、出入記録やタイムカードとしても使用出来る物がある。
外国に出国した場合は、パスポートが公的かつ最も通用度の高い身分証明書となる。（そもそも、国外では免許証やマイナンバーカードなどは使用できないのでパスポートが唯一の身分証明書となる）
身分証明書に対して、下記のような意見がある。
- 各々の人間はすでに各自のの個人的な識別を、（修正の意味において）偽造や捨て去ることが極端に難しいものである、DNAのかたちでもっている。非-国家的な商用のかつ私的な相互作用のためでも、身分証明の目的のためのひとつの個人のDNA型鑑定の日常の使用と結びついた、その潜在的な幅広いプライバシーの危険よりは有害が少ない、ひとつの国家-発行の身分聡明カードを提出することである、完全な識別子にはこれは不十分かもしれない[7][8][9][10][11]。

- 身分証明カードシステム（英: identity card system）の開発と管理の費用は非常に高くなりうる。30英ポンド（45米ドル）から90英ポンドかそれ以上の値段は、イギリスの身分証明カードの断念を示唆した。チリのような国々では身分証明カードに各人によって6英ポンドにのぼる支払いがされる；ベネズエラのような、他の国々では、身分証明カードは無料である[12][13]。

- マーケティングインテリジェンス（英語: marketing intelligence）によるリンクしたデータベースの系列を提示する、制度といかなる人数の個人の範囲にわたっても、本質的に異なるリンクしたシステムの管理は、発展中の保安上の災害を申し立てられる[14]。

## 世界の身分証明書
海外には公的機関が全国民を対象として身分証を発行する制度を設けている国があり当該身分証の常時携帯を義務付ける国も多いが、このような制度の導入に反対する声もある。特にイギリスおよびアメリカ合衆国では、そのような制度を設ければ政府が強制的に発行するIDカードやそれと連動するデータベースがプライバシーや市民の自由を侵害することになるとして議論の的になっており、機微（センシティブ）情報を蓄積する中央管理の包括的なデータベースが大規模な悪用をされる可能性がある点に批判がある。

### アメリカ合衆国
アメリカ合衆国では、州政府（道路局または自動車局）が発行する運転免許証がもっともポピュラーな身分証明書である。カジノ入場や酒類・タバコ購入の際に年齢照合のために身分証明書の提示を求められる場合がある。
2008年には「Real ID Act（真の身分証明法）」がスタート。国民全員に番号を付け、これを一つのデータベースで管理し、善良な国民と有害な国民に分類して、善良な国民は飛行機に乗れたり政府施設に入場したりする事ができるが、テロリスト予備軍や犯罪者などの有害な国民はそれが阻止されるようにするというもの。番号付与は“アメリカ合衆国連邦政府が定めたテロ対策基準に則った（=ICチップが内蔵されているなどの）”運転免許証で2011年から行なわれる。最初の導入期限が2009年末に設定された。運転免許証が使用される理由は、2000年から2006年にかけて起きた身分証明詐欺事件の実に35パーセントが、不正な免許証を用いて行われていたためという（連邦取引委員会調べ）。
カリフォルニア州やハワイ州では「State ID」という身分証明書を有料で発行している（米市民に限らず外国人在留者でも査証があれば取得可能）。
Real IDと認められた証明書は、白抜きの星が入った金丸（カリフォルニア州においては金色の熊）のマークが付いている。

### ドイツ

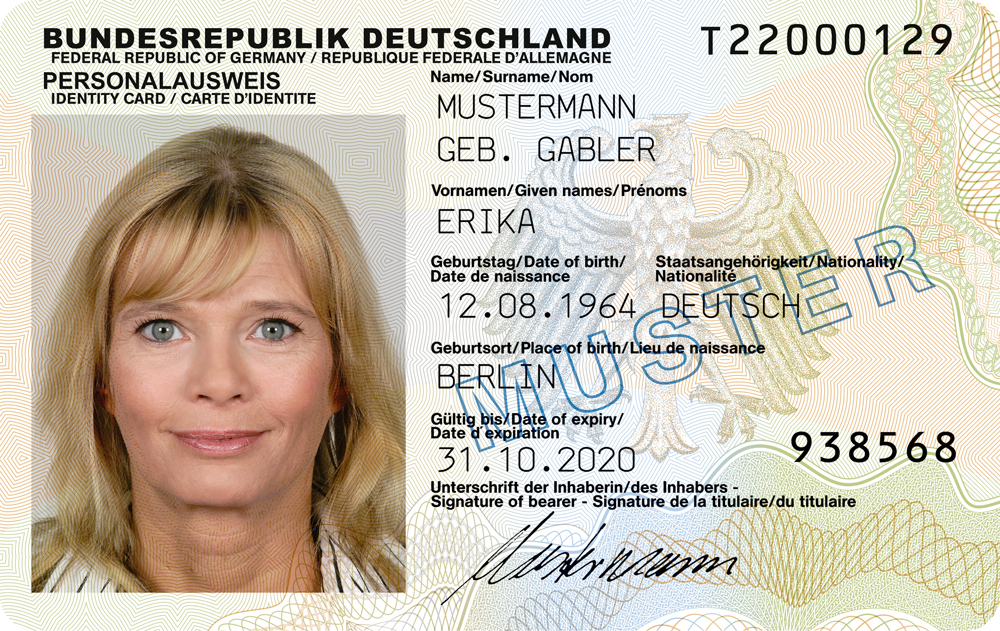
ドイツIDカードの表面見本。独・仏・英の3か国語表記

ドイツでは16歳以上のドイツ市民にIDカード（ドイツ語表記でPersonalausweis）かパスポートを持つことが義務付けられているが、持ち歩く必要はない。警察官等はIDを提示することを求める権利があるが、要求されてもその場で見せる義務はない。必要な場合は警察署や市役所に持って行くか、自宅で提示することが出来る。
Personalausweisの有効期間は24歳未満が6年間、24歳以上が10年間である。同カードは欧州連合加盟国・シェンゲン圏への旅行に際しては、パスポートと同じ効力を持つ。またその他一部の国・地域への旅行についても有効であるが、滞在可能日数やビザの必要性、入境手段などの条件は個別に異なる。たとえば同カードの所持者がトルコへ旅行する場合、180日の期間のうち90日間までの滞在であれば、同カードだけで入国が認められる。

### スペイン
スペインではDocumento Nacional de Identidadと呼ばれるIDが14歳以上に発行される。

### フランス
フランスの国家身分証明カード、ヴィタルカード(健康保険証)。
個人情報保護に敏感に対応する国で、個人情報保護については、1974年にフランス内務省が住民登録情報や警察情報等の政府保有個人情報をひとつのデータベースに統合しようとしたSAFARIプロジェクトで、政府が様々な情報を紐づけしようとするのは個人情報侵害行為だとして多くのメディアや国民が反対を行い中断された。その後、さまざまな法律、EU一般データ保護規則、監督機関情報処理と自由に関する全国委員会（CNIL）が設置された。人種や政治信条、宗教、健康等に係る情報や犯罪歴、国民社会保険登録番号などの「センシティブ情報」にアクセスする場合は、監督機関のCNILの承認を得なければならない。

### ベルギー
ベルギーでは12歳以上の全国民に電子証明書入りのIDカード（eIDカード）が発行され、15歳以上の国民は、常にカードを携帯することが義務付けられている。これはベルギー在住の外国人も同様で、装丁は異なるが電子証明書入りのIDカードが交付される。EU圏内では随時電子証明書入りのIDカードに変更される予定であるが、ベルギーを始めとした数か国のみである。そこで交付時にプリントアウトしたものを別に渡され、ベルギー国外で使用することを指示される。

### オーストリア
オーストリアでは、専用のカードをつくるのではなく、すでに使用している既存のカード（健康保険証や銀行のキャッシュカード等）で機能、性能が仕様を満たしているものについて、電子証明書などの必要な情報を入れて、それをeIDカードとして利用している。
eIDカードの所持は必須ではないが、eIDカード化が可能な健康保険証カードはほぼ全国民（約800万人）に行き渡っている。

### 日本

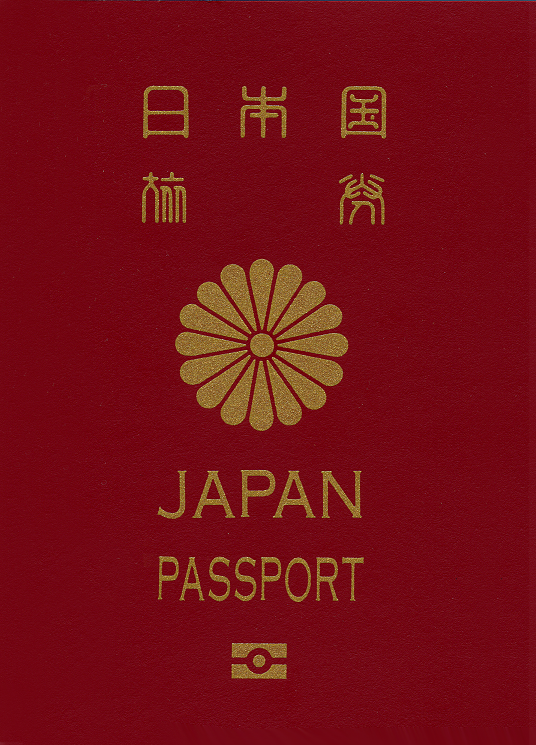
日本国旅券の例

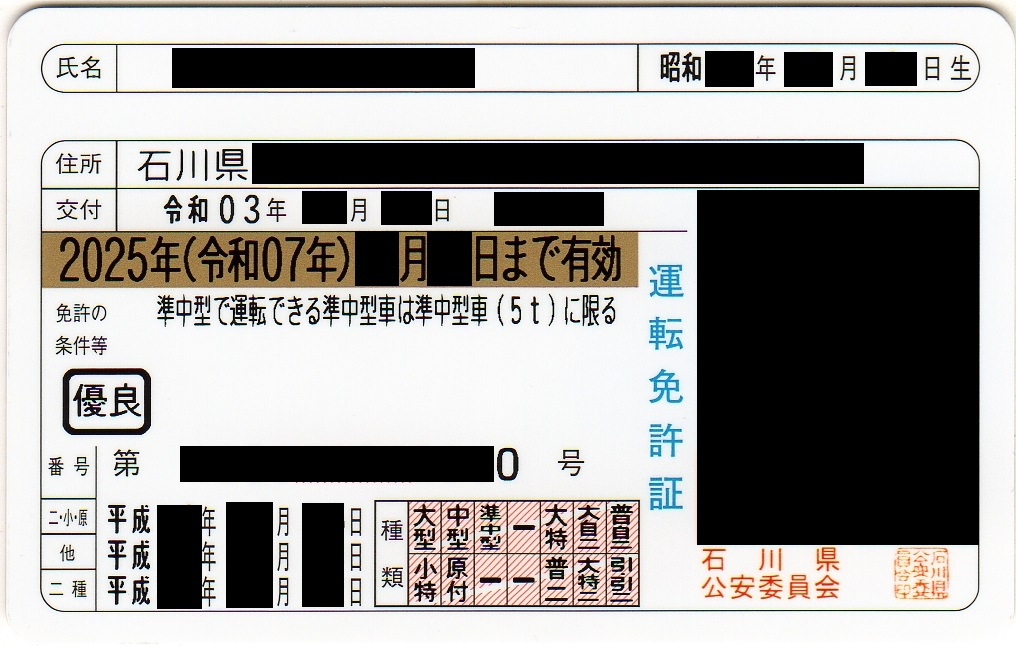
運転免許証の例　氏名・生年月日欄と現住所欄の間が不自然に欠けているのは、本籍欄があった名残り

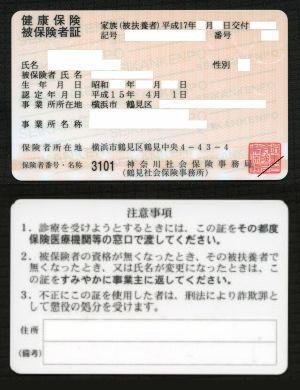
健康保険被保険者証の例（全国健康保険協会の前身である、社会保険事務所が発行するカード型保険証）

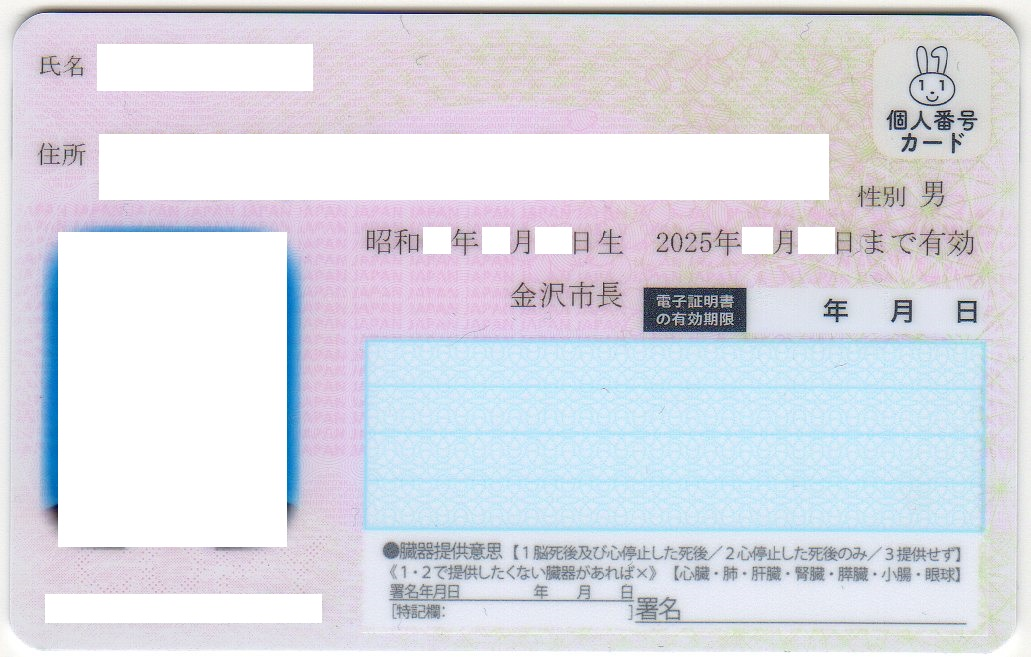
個人番号カードの表面

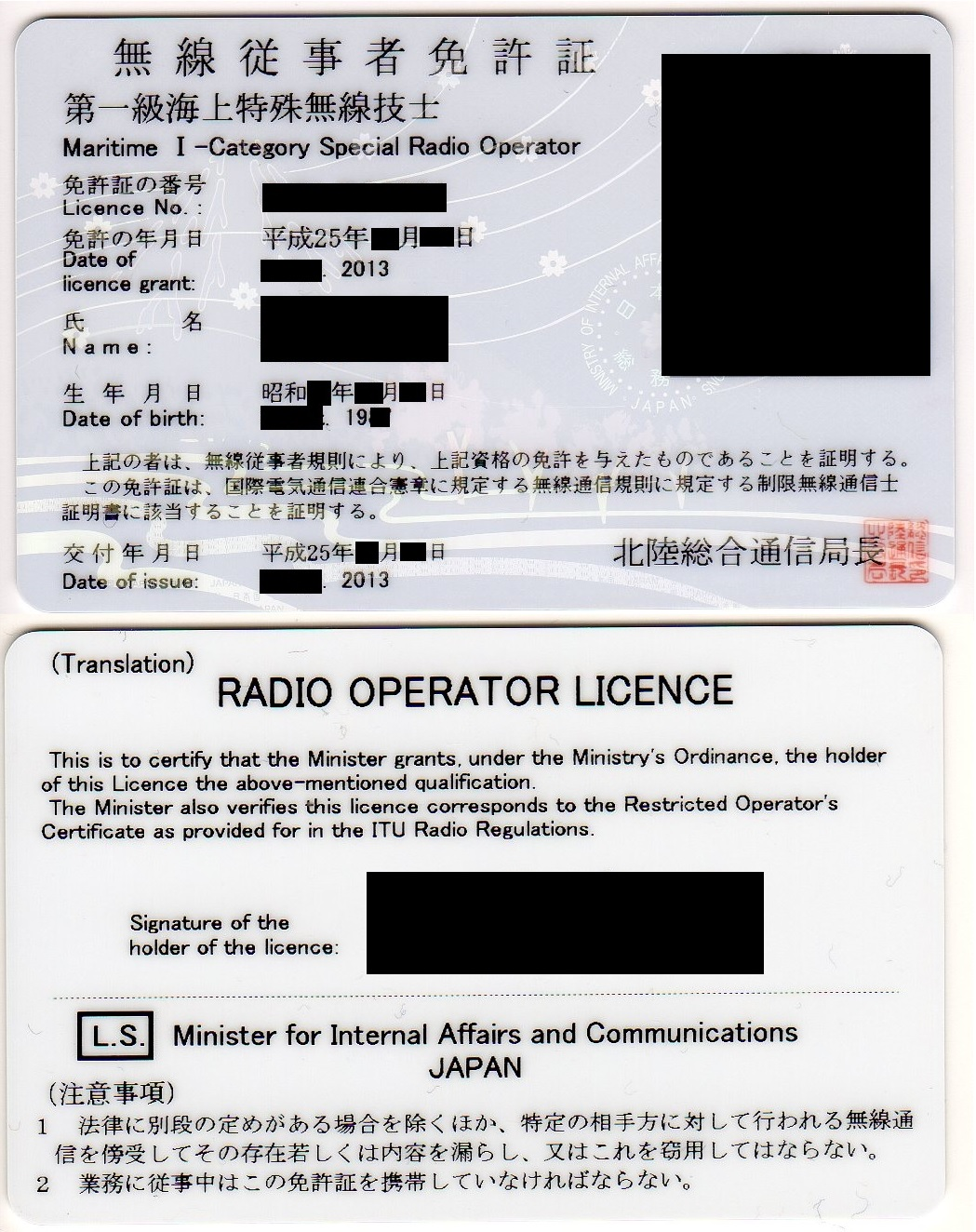
無線従事者免許証の例（英語付記・自署あり）

日本では身分を証明、もしくは本人性を証明する際（参考：犯罪による収益の移転防止に関する法律）、主に下記に挙げる公的機関の発行する文書等が、身分証明書として社会一般的に使用されている。
その中でも、本人確認用として最も通用範囲が広く、かつ権威を有する公文書は、根拠が住民登録で受領は申請者本人に限るなど、発給手続きが最も厳格な日本国旅券である。官公庁において本人確認のため提示を求められる書類は、厳格な日本国旅券発給手続きで求められている、旅券法施行規則別表第二に記載されたものに準拠している場合が多い。但し2020年2月4日以降発給の旅券は、住所欄が存在しないので住所確認書類としては無効。
証明写真付公文書なら何でもよさそうだが、危険物取扱者免状を例に挙げると、免状発給時に本人確認書類提出等のプロセスが無い為、記載される個人情報は全て自己申告であり、公文書でありながら記載内容で実質確認されているのは受験時の写真の照合による顔貌だけということになり、有名な官職による公文書であっても、別表第二に記載されていないものは、最低限の確認も経ずに発給されたものである可能性がある。地方公共団体によっては、危険物取扱者免状等を本人確認書類として認めているところもあるが、このような背景を全く理解していない可能性がある。
別表第二に挙がっている資格証明書等は、試験事務を委託民間団体に実施させていても、根幹となる本人確認や免許証発給事務は官公庁が直接行っているのに対し、危険物取扱者免状の様に試験事務から免状発給まで一貫して委託民間団体が行い、公文書であっても国や都道府県は実務の上でノータッチというものもあるため、提示を受ける側も提示された証明書の実情と背景を理解しておかないと、本人になりすまされる可能性が絶対無いとはいえない。
また、役所で戸籍謄本や住民票の写し等を請求する際、役所が当該請求の任に当たっている者を特定するために提示を要求する書類として定められている、戸籍法施行規則別表第一も療育手帳等を除き、旅券法施行規則と同じ内容となっている。

#### 旅券法施行規則別表第二
- 運転免許証[注釈 2][注釈 3]
- 運転経歴証明書[注釈 4]
- 動力車操縦者運転免許証
- 船員手帳（船員証）
- 海技免状
- 小型船舶操縦免許証
- 耐空検査員の証
- 航空従事者技能証明書
- 運航管理者技能検定合格証明書
- 猟銃・空気銃所持許可証
- 教習資格認定証
- 宅地建物取引士証
- 無線従事者免許証[注釈 5]
- 警備業務検定合格証明書
- 電気工事士免状
- 認定電気工事従事者認定証
- 特種電気工事資格者認定証
- 戦傷病者手帳
- 身体障害者手帳[注釈 6]
- 住民基本台帳カード（2015年12月をもって発行停止）[注釈 7]
- 個人番号カード
- 日本国旅券（2020年2月以降は「所持人記入欄」が除去されているので住所証明には使えなくなった）

#### その他
- 健康保険被保険者証
- 介護保険証
- 年金手帳
- 母子健康手帳
- 在留カード（在日外国人が日本国内で身分証明する際）または外国人登録証明書（在留カードへ更新するまで有効）
- 学生証
- 療育手帳
- 精神障害者保健福祉手帳
- 管理業務主任者証
- 労働安全衛生法による免許証
- 労働安全衛生法による技能講習修了証明書
- 技能士カード
- 技能士手帳
- 銃砲所持許可証
- 国際運転免許証
- 警察手帳や消防手帳、国家公務員ICカード身分証他、所属勤務先の職員証・社員証や名刺（官庁であるか民間企業であるかを問わない）

法人にあっては
- 登記簿の抄本
- 印鑑登録証明書
- 確定申告 - 青色申告

上述のような身分証明書を持たない人であれば、
- 住民票の写し（役所が発行し公印が捺されたもの。発行されたもの自体が原本の「写し」（謄本・抄本）であって、それを複写（コピー）したものではない。謄本抄本を複写機でコピーすると、出来た物には「複写」の潜像が浮き出るようになっている）
- 印鑑登録証明書（個人）
- 電気・水道・都市ガス・電話の請求書又は領収書
- 納税通知書
- 最近送付されてきた消印郵便物

などで代用できる場合もある。
どのような証明書を持参すべきかは、提示を要求する相手の指定に従う必要があり、指定外の証明書では受け付けてもらえないことが殆どである。場合によっては一つではなく、複数の身分証明書が要求されることもある。以前は提示した身分証明書のコピーを複写機で取られる場合もあったが、最近は個人情報保護の観点から、番号を控えるだけの場合が多くなっている。

#### 身分証明書の提示を求められる場合
日本では、主に本人確認を要求される次のような場面で提示が求められることがある。
- 国際空港や港湾から入出国する際のパスポート提示要求
- 公的書類（戸籍抄本、住民票の写し）の交付を受ける場合
- 婚姻届など戸籍に関する届出や、転入・転出など住民基本台帳に関する届出をする場合[19]
- 固定電話の新規開設
- 携帯電話やPHSに関するすべての手続き[20]
- 銀行預金口座や、金融商品取引口座や、商品取引口座の開設など
- 窓口での預金の引き出し（署名や捺印に加えて要求された場合）
- 金融機関において、現金で10万円以上を振り込む場合
- 鉄道の定期乗車券の払い戻し手続き時
- サッカーくじや宝くじの高額当せん金（概ね10万円以上）を現金で受け取る場合
- サラ金カードやクレジットカードを申し込む場合
- 一部の郵便物の受け取り時
  - 不在時に配達され、保管されている小包、書留などを、郵便局で受け取る場合
  - 本人限定受取郵便を配達時、もしくは郵便局で受け取る場合
- 遺失物が発見された場合の受け取り
- レンタルビデオ店における初回借り出しの際の入会手続き・会員証の更新や再発行の手続き
- 会員制ネットカフェの入会手続き・会員証の更新や再発行の手続き
- 総合スーパーなどで発行しているポイントカードの入会、再発行の手続き
- 古物の売却
- 就業する場合
- 中央省庁や在日米軍施設、原子力発電所、研究所など、保安体制が厳しい場所に入場する場合（入場許可証が別に必要になる場合もある）※成田国際空港における確認は2015年3月限りで廃止された
- 国家資格取得者の名簿登載の申請時等
- 資格試験等の受験申請時や、試験当日の試験場内（TOEICなど）において
- 資格試験等の合格証明書の再発行申請時等
- 警備会社に入社するときや警備業に係る資格取得時
- 警備業者になろうとするとき
- 運転免許証を取得する場合（指定自動車教習所入校時など、取得予定者本人の本籍地が記載された住民票の写し、及び規定サイズの顔写真も併せて必要）
- 警察官による職務質問において提示を要請された場合
- 行政機関や企業に対して、個人情報の開示を請求する場合
- タレントの握手会などイベント会場にて、入場資格者として入場券及び商品レシートと共に（taspoは不可）
- 年齢（生年月日）の確認（提供が可能とされる年齢に達していないと思われる場合（その逆もある））
  - 居酒屋等の飲食店で夜間の集団入店に際して（多くの場合taspoは無効）
  - タバコやアルコール飲料の購入時（違反すると提供者が「二十歳未満ノ者ノ喫煙ノ禁止ニ関スル法律」「二十歳未満ノ者ノ飲酒ノ禁止ニ関スル法律」の幇助罪に問われる）
  - レンタルビデオ店におけるアダルトビデオの借り出し
  - サッカーくじの購入
  - ホストクラブ、メンズキャバクラの利用（風営法の規制と本人確認を兼ねるため、ほとんどの場合、見た目の若さに関係なく提示を求められる）
  - ディスコへの入場時（風営法で規制されているため）
  - 小児用乗車カードの購入（本人確認を兼ねるため、原則提示を求められる）、小児用乗車券の使用（主に自動改札機で通れない場合）

#### 税法上の氏名住所等の告知
一定の金融取引をする際には、相手業者に対して氏名または名称および住所を告知するとともに、住民票の写しなど税法で定められた書類を提示し、業者はその書類により当該氏名住所等を確認しなければならない旨、税法で定められている。犯罪収益移転防止法上の本人確認書類であっても税法上の確認書類には含まれないものがありその逆も成り立つので留意が必要である。

#### 住民基本台帳カード
2003年より2015年まで、住民基本台帳法に基づき住民基本台帳カード（住基カード）の発行が行なわれていた。これまで日本国内での一般的な身分証明書として、顔写真付きでは運転免許証が一般的だが、若年者や高齢者をはじめ、免許証を持たない者にとっては身分証明の要求に対し、不自由を強いられる場面があった（多くは外出の際の必携品ではないし、年金手帳などサイズが大きく携帯に不便だったり、健康保険証など世帯で1通のものを占有できなかったりなど）。
住基カードは、顔写真付きの公的機関発行の身分証明書として、住民基本台帳に登録されている者=住民登録されている日本国籍保有者なら、誰もが安価で容易に取得可能である。一方で、発行者が自治体なので、域外転出の際は返却し転入先で再度取得しなければならないなど、運転免許証に比べて不便も多かった。しかし、2009年の住民基本台帳法改正によって、転入先の市区町村役場で証明を受けることによって、それまでのカードを継続使用することができるようになった。

#### 2000年代以降における本人確認を強化する動き
- 金融機関においては、資金洗浄や国際的な犯罪の防止や日本国内における詐欺犯罪の防止等の要請の為、2002年に本人確認法（現：犯罪収益移転防止法）が施行され、その後に日本が国際的な組織犯罪の防止に関する国際連合条約締結により、口座開設時や国際送金を行う際などに、本人確認が義務づけられた。
- 携帯電話に関しては、携帯電話が特殊詐欺犯罪等に利用されることなどが問題視され、2005年に携帯電話不正利用防止法が施行され、契約時・譲渡時等に本人確認が義務づけられることになった。
- 市区町村においても戸籍の変更に伴う手続きや、書類交付の際に条例により本人確認を行うところが増えている。戸籍謄抄本や住民票の写し等の交付、婚姻届、転出・転入届などの際の本人確認を義務づけた法改正（戸籍法、住民基本台帳法）が、2008年5月1日に施行された。

#### 市区町村の交付する「身分証明書」
この身分証明書とは、
- 禁治産（現在は「制限行為能力者」）又は準禁治産（準制限行為能力者）の宣告、破産の通知を受けていない。
- 後見の登記の通知を受けていない。

以上2項を公的に証明し、民法上の行為能力を特別に剥奪及び制限されていない人か、制限されている人であるかを証明する書類である。「身元証明書」（みもとしょうめいしょ）と呼ばれることもある。こちらの身分証明書は、前記のような所有者個人の身分を明らかにするものとして使用することはできない。
後述する「登記されていないことの証明書」と併せて使用されることが多く、会社設立時や古物商許可時、金額の大きい契約時、警備会社で警務職（警備員のこと）として採用される際などに、行為能力確認の為に提出を求められる。前記3項目のいずれかに該当する場合はそれぞれの「〜の通知を受けていない」が「〜の通知を受けている」に変わる。
2000年4月1日より制度が改められ、同日以降は禁治産者は成年被後見人、準禁治産者は被保佐人と名称が改められ、登記事務も本籍地の市町村から法務局に移管になった。同日以降登記された場合は法務局に登記され、同日以前に登記された事項は自動的に法務局に移管はされず、特に届出がなければ今も本籍地の市町村より登記・証明されている。破産者に関する事項は引き続き本籍地の市町村が行っている。なお、現在は単に破産手続開始決定を受けたのみでは通知せず、免責不許可が確定した場合及びこれに準じる場合に限り、破産の通知を行う取扱になっている。
禁治産者（成年被後見人）や準禁治産者（被保佐人）でないことを証明する為には、
- 市町村役場の交付する「身分証明書」（2000年3月31日までに登記されていないこと）
- 法務局の交付する「登記されていないことの証明書」（2000年4月1日から証明日までに登記されていないこと）

の2通が実質的に必要になる。ただし、2000年4月1日以降に出生した人については、法務局の「登記されていないことの証明書」のみで良い。

### マレーシア
マレーシアにでは12歳以上のすべての国民に「MyKad」と呼ばれる身分証の携帯が義務づけられている。Mykadは2001年に登場した多目的ICカードで、自動車免許証、出入国情報記録、電子財布、ATM機能を持っている。

### 中華人民共和国（中国）

中華人民共和国居民身分証

中華人民共和国では16歳以上の国民に「居民身分証」が交付される。16歳未満の国民についても、その後見人が代わってその居民身分証を申し込むことができる。発行元は住所地管轄の公安局（日本でいう市区町村の役所・役場）。発行番号は18桁ある。発行番号は第1・2桁は省番号、3・4桁は市・区の番号、5・6桁は県・町・村番号、7 - 14桁は生年月日、15 - 17桁は個人番号（偶数は女性、奇数は男性）、そして最後の18桁は識別用のコードで、前の17桁により算出されたものである。2004年よりICチップを内蔵した2代目様式の発行を開始し、2012年をもってICチップのない初代様式は廃止された。ICチップは鉄道の自動券売機において本人確認として利用されている。

#### 香港
香港特別行政区では、180日以上滞在する11歳以上の全ての者にIDカード（香港身份證・英語: Hong Kong Identity Card）の取得と常時携帯が義務付けられている。取得手続きの際、氏名・国籍・在住資格の別などを書類に記入するほか、指紋の押捺も求められる。
香港の居留権（永住権、7年以上在住）を持つ者とそうでない滞在者とで、種類の異なるカードが発行されている（永住権保持者なら「永久性」の文字、短期滞在者なら「臨時」の文字が入る）。警察官による職務質問の際に提示が義務付けられているほか、出入国管理、就職や契約などの際の身分証明などに用いられる。
警察官等に提示を求められた際に携帯していないと、罰金を課せられる。
近年ではICチップを組み込んだ「智能身份證」へのICカード切り替えが進められており、運転免許との連動や公共図書館の利用票など、公的機関での本人確認等での利用が計画され一部は実用化されている。
この制度は、本土（大陸地区）との出入境管理がなされていなかった時期に、流入してきた難民と香港の住民を区別するため、1951年に始められた。

### 中華民国（台湾）
「中華民国国民身分證」により公的な身分を証明している。管轄は内政部（総務省）。発給事務は各地の戸政事務所が行う。発給年齢は14歳以上。14歳未満は申請により発給。
指紋登録は14歳未満は不要で、14歳となった時に登録すればよいことになっている。また、常時携帯義務があるが、例えば検問などで所持していなくても、自己の番号を記憶しておれば足りる。
日本統治時代の台湾では「良民証」という制度があった。台湾光復後は、1931年戸籍法により戸籍調査を実施。それをふまえて大陸地区で1939年に国民兵役証が定められたのが端緒とされる。
現在まで6回の改正が行われ、おおむね10年おきに仕様が変更される。現行の第6代国民身分証は2004年制定され、2005年7月更新発行。表面に氏名、生年月日、性別、身分統一編号（個人番号：最初に登録した時点での本籍地記号+数字9桁）と写真、裏面に両親の氏名、配偶者の氏名、出生地、住所が記載されている。従前は手書きで、住所の移動、本籍地なども記載されていた。
2020年に集積回路付きの新ICカード（第7代）に移行する。電子マネー機能が搭載される予定。さらに運転免許証、健康保険証機能などの搭載について現在検討されている。

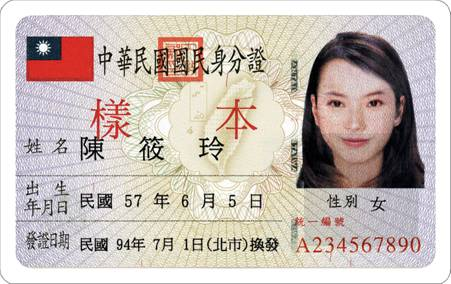
中華民国国民身分証2005年版表面

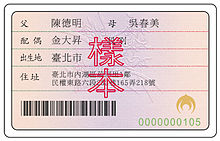
中華民国国民身分証2005年版裏面

中華民国国民身分証に使われる個人番号のアルファベット採番規則
| 記号 | 番号 | 行政区 |
| ---- | ---- | ------ |
| A    | 10   | 台北市 |
| B    | 11   | 台中市 |
| C    | 12   | 基隆市 |
| D    | 13   | 台南市 |
| E    | 14   | 高雄市 |
| F    | 15   | 新北市 |
| G    | 16   | 宜蘭県 |
| H    | 17   | 桃園市 |
| I    | 34   | 嘉義市 |
| J    | 18   | 新竹県 |
| K    | 19   | 苗栗県 |

| 記号 | 番号 | 行政区 |
| ---- | ---- | ------ |
| M    | 21   | 南投県 |
| N    | 22   | 彰化県 |
| O    | 35   | 新竹市 |
| P    | 23   | 雲林県 |
| Q    | 24   | 嘉義県 |
| T    | 27   | 屏東県 |
| U    | 28   | 花蓮県 |
| V    | 29   | 台東県 |
| W    | 32   | 金門県 |
| X    | 30   | 澎湖県 |
| Z    | 33   | 連江県 |

| 記号 | 番号 | 廃止県       | 廃止時期       | 合併先市 |
| ---- | ---- | ------------ | -------------- | -------- |
| L    | 20   | 台中県       | 2010年12月25日 | 台中市   |
| R    | 25   | 台南県       | 2010年12月25日 | 台南市   |
| S    | 26   | 高雄県       | 2010年12月25日 | 高雄市   |
| Y    | 31   | 陽明山管理局 | 1974年1月1日   | 台北市   |

### タイ王国
タイ王国では15歳以上の市民と在留外国人が国民身分証携行を義務付けられている。

### 大韓民国（韓国）
大韓民国では満17歳になった時点で、常時携帯が義務付けられる「住民登録証」が交付される。警察官による職務質問では、まずそれを見せるように言われる。特に住民登録番号は、日常生活で必要不可欠なものとなっており、申込書等において必ず記入させられる項目であり、インターネットにおける会員登録においては本人確認手段として利用されている。

### インド
インドでは、適切な個人識別制度が存在しておらず、低所得者への配給や補助の4分の1が不正受給されていたという問題があった。これを解消するため、個人識別制度として、顔写真、両手10指の指紋、両眼の虹彩の情報を登録したアドハーを2010年から交付している。アドハーの他に顔つき身分証明書として使われてるのが、パスポート、PANカード、運転免許証、学生証など。
2016年には、携帯電話のSIMカードの取得、納税申告書の提出といったサービスを利用するのにアドハー番号が必須となっている。

### エストニア
エストニアでは2002年よりエストニア国民にeIDカードの発行を始めた。
eIDカードは公的な身分証明書となり、運転免許証や健康保険証の代わりにもなる。

## 券面偽造・不正対策
ソフトバンクの一部店舗では、マイナンバーカードのICチップ確認を使わずに目視だけで「本人確認」をしていた。そのため、目視で券面偽造カードだと気づかず、不正な機種変更・契約される事件が起きた。ソフトバンクの宮川社長は2024年5月9日の決算会見で、「一部の店舗で本人確認が不十分だった」と謝罪した。ITmediaによると、一部民放は「マイナンバーカードそのものに原因がある」かのように報じたが、身分証明書を用いた「本人確認プロセスの問題」であり、目視による「本人確認」ではなく、ICチップ読み取りによる確認が不正対策に必須だと指摘している。
券面偽造した「身分証明書」を使用した不正契約が相次いでいることを受け、日本政府は2024年6月に身分証明書の券面確認を禁止し、身分証明書は「ICチップ読み取り確認」することを義務化すると発表した。